# Miroslav Šmajda
Miroslav "Miro" Šmajda (Košice, Checoslovaquia, 27 de noviembre de 1988), también conocido como Max Jason Mai, es un cantante eslovaco que se hizo conocido tras participar en el concurso "Česko Slovenská Superstar" (la versión checo-eslovaca de "Pop Idol"), donde terminó en segundo lugar. 
En noviembre de 2011, Miro Šmajda fue anunciado oficialmente como representante de Eslovaquia en el Festival de Eurovisión 2012, en Bakú, Azerbaiyán, pero días después desavenencias entre la televisión eslovaca y Šmajda en algunos términos del contrato desdijeron el anuncio, sin dar por cerrada la negociación. Finalmente, el 7 de marzo de 2012, su participación en Eurovisión fue confirmada bajo su nuevo alias Max Jason Mai con la canción «Don't close your eyes».